# Michael Amott

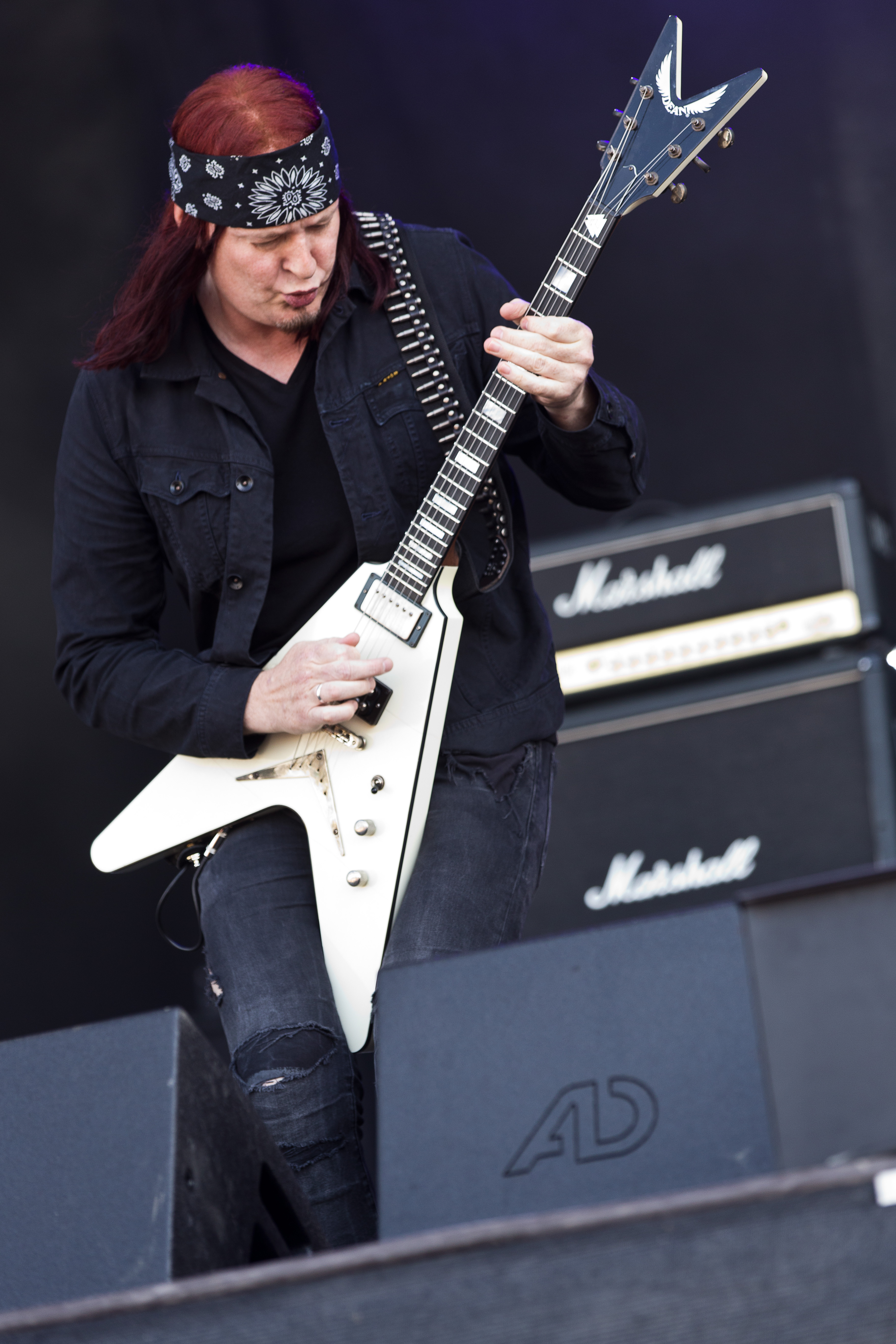
Michael Amott mit Spiritual Beggars auf dem Rockharz Open Air 2016

Michael Amott (* 28. Juli 1970 in Halmstad) ist ein schwedischer Gitarrist und Gründer der Bands Arch Enemy, Spiritual Beggars und Carnage sowie ehemaliges Mitglied der Gruppe Carcass. Er ist der ältere Bruder von Christopher Amott.

## Biographie
Amott begann im Teenageralter Gitarre zu spielen. Geprägt von Gitarristen wie Frank Marino, Dave Mustaine und Michael Schenker entwickelte er einen Stil aus starken Vibratos, einprägsamen Melodielinien, kräftigen Riffs und eine Vorliebe für zweistimmige Gitarrenlines. Sein Solostil wird häufig mit dem von Michael Schenker verglichen.
Im Jahr 1988 gründete Amott mit Sänger Johan Liiva die Death-Metal-Band Carnage. Sie veröffentlichten zwei Demos, die das Interesse der Szene erregten. Als sie 1990 ihr erstes Album veröffentlichen wollten, löste sich die Band auf.
Noch im selben Jahr ging er zu den damaligen Szeneführern Carcass und veröffentlichte 1991 mit ihnen das Album Necroticism – Descanting the Insalubrious. Das Album wurde von vielen als ein Meisterwerk des Death Metal angesehen, nicht zuletzt wegen der einzigartigen Arbeit Amotts. 1994 veröffentlichte die Band mit Heartwork ihr meistverkauftes Album. Es prägte den heutigen Melodic Death Metal stark.
Amott verließ die Band 1993 wegen verschiedener künstlerischen Ansichten innerhalb der Band. Im selben Jahr entschied er sich, eine Stoner-Rock-Band zu gründen, die Spiritual Beggars. Ein Jahr später veröffentlichten sie ihr Debütalbum Spiritual Beggars und erhielten einen Plattenvertrag mit Music for Nations, mit denen sie 1996 Another Way to Shine veröffentlichten.
1996 akzeptierte Amott ein Angebot von W.A.R. Records ein Melodic-Deathmetal-Projekt im Stil von Carcass zu gründen, deren Album Heartwork nun als das Meisterstück dieses Genres angesehen wurde.
Er wandte sich in diesem Sinne an den Originalsänger von Carnage, Johan Liiva sowie seinen jüngeren Bruder Christopher Amott, der zu dieser Zeit noch die Musikschule besuchte, und gründete mit diesen Arch Enemy.
Die erste Single vom Album Black Earth, Bury Me an Angel, wurde überraschend in Japan populär, weshalb ihnen ein Vertrag mit Toys Factory angeboten wurde, welche sie zu einer Tour in Japan einluden. Deshalb entschied Amott, aus Arch Enemy eine professionelle Band zu machen. Zu diesem Zweck holte er Sessionschlagzeuger Peter Wildoer sowie Bassist Martin Bengtsson in die Band.
Nach der Japantour kehrte Amott zu den Spiritual Beggars zurück und veröffentlichte 1998 Mantra III.
Im selben Jahr veröffentlichte er mit Arch Enemy unter Century Media das erste Album außerhalb von Japan, Stigmata. Aufgrund der positiven Resonanzen tourte die Band den Rest des Jahres. Amott spielte zu dieser Zeit auch einige Solos für Candlemass ein.

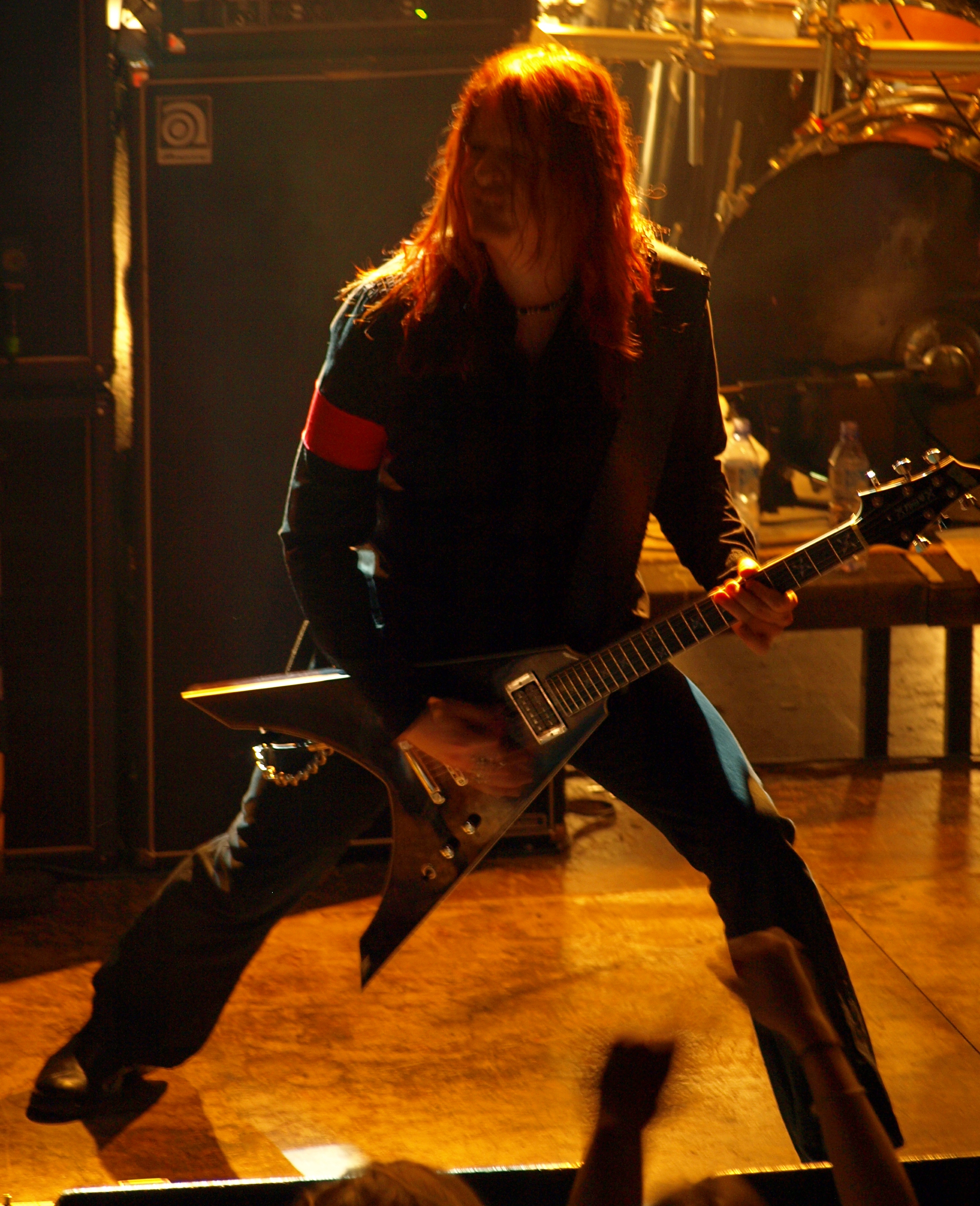
Amott live 2008, hier mit seiner Ninja V

1999 veröffentlichten Arch Enemy Burning Bridges, auf dem Sänger Johan Liiva letztmals sang.
2000 veröffentlichte Amott Ad Astra mit den Spiritual Beggars, um danach wieder zu Arch Enemy zurückzukehren, wo er als Ersatz für Johan Liiva die deutsche Amateursängerin Angela Gossow in die Band holte. Er hatte Jahre zuvor eine Demokassette von ihr erhalten, als sie Arch Enemy für den Metal Hammer interviewte.
Als sie 2001 Wages of Sin veröffentlichten, erhielt die Band weltweite Anerkennung. Amott kehrte 2002 wieder zu den Spiritual Beggars zurück, um On Fire zu veröffentlichen. Mit dem Album Anthems of Rebellion 2003 setzten Arch Enemy erneut einen Meilenstein. Das Video zu We Will Rise wurde erstmals im amerikanischen MTV gesendet. Die Band erreichte noch höhere Popularität und tourte bis zur nächsten CD-Veröffentlichung Doomsday Machine 2005.
Amott kehrte noch einmal zurück zu den Spiritual Beggars, um im selben Jahr Demons mit ihnen zu veröffentlichen. Er spielte als Gast in den Bands The Haunted auf dem Album One Kill Wonder im Song Bloodletting sowie im Lied Murder Fantasies von Kreator.

## Equipment
Amott entwarf für ESP seine eigene Signature-Gitarre, die „Ninja V“.
Mitte 2008 wechselte Amott von ESP zu Dean Guitars als Endorser. Auf der NAMM (National Association of Music Merchant) 2009 wurden erstmals Amotts neue Signature-Gitarren vorgestellt, die „USA Michael Amott Signature Tyrant“ und die „Michael Amott Tyrant Bloodstorm“. Im Moment benutzt er Randall-Amps, zuvor hatte er einen Vertrag mit Krank Amps.

## Diskografie

### Carnage
- Dark Recollections (1990)

### Carcass
- Necroticism – Descanting the Insalubrious (1991)
- Tools of the Trade (1992, EP)
- Heartwork (1993)

### Arch Enemy
- Black Earth (1996)
- Stigmata (1998)
- Burning Bridges (1999)
- Burning Japan Live 1999 (1999, live)
- Wages of Sin (2001)
- Burning Angel (2002, EP, nur Japan)
- Anthems of Rebellion (2003)
- Dead Eyes See No Future (2004, EP)
- Doomsday Machine (2005)
- Live Apocalypse (2006, DVD)
- Rise of the Tyrant (2007)
- Tyrants of the Rising Sun (2008, DVD)
- The Root of All Evil (2009)
- Khaos Legions (2011)
- War Eternal (2014)
- Will to Power (2017)
- Deceivers (2022)
- Blood Dynasty (2025)

### Spiritual Beggars
- Spiritual Beggars (1994)
- Another Way to Shine (1996)
- Mantra III (1998)
- Ad Astra (2000)
- On Fire (2002)
- Live Fire (2005, DVD)
- Demons (2005)
- Return to Zero (2010)
- Earth Blues (2013)

### Andere
- Candlemass – Dactylis Glomerata (1998) (Melodiegitarre)
- The Haunted – One Kill Wonder (2003) (Solo, zusammen mit Anders Björler im Stück Bloodletting)
- Kreator – Enemy of God (2005) (Solo im Stück Murder Fantasies)
- Annihilator – Metal (2007) (Solo im Stück Operation Annihilation)
- Michael Schenker – Temple Of Rock (2011) (Solo zusammen mit Michael Schenker und Leslie West im Stück How Long (3 Generations Guitar Battle Version))
- Diamond Kobra – The Arrival (2019) (Solo im Stück Wyld Stallyons)